# Dupatta

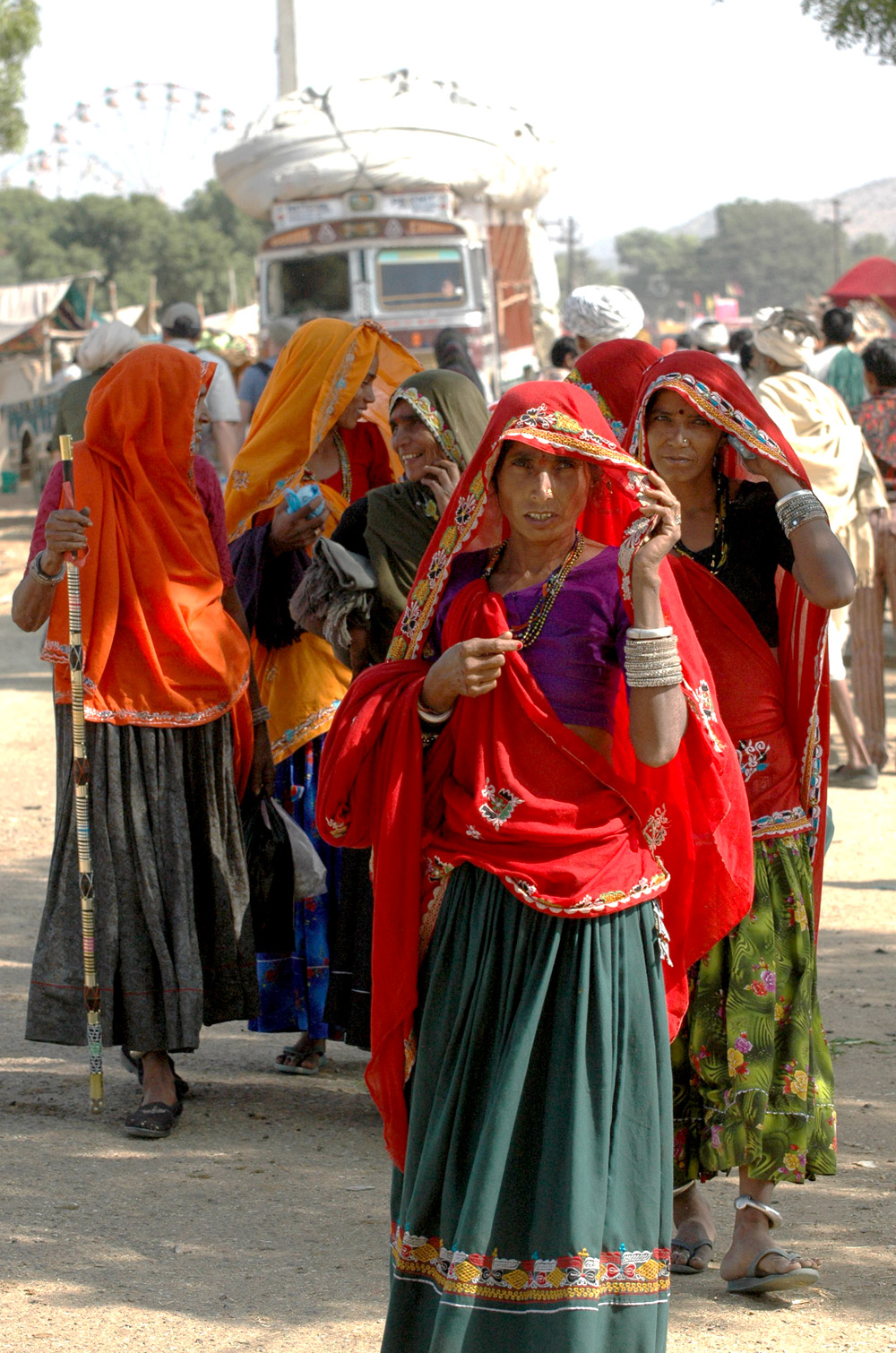
Mujeres de una aldea india vistiendo odhni con ghagra choli.

Una dupatta (también dupattā, chunni, chunri, chunari, chundari, lugda, rao/rawo, gandhi, pothi, orna, odhni o pacheri) es un pañuelo largo en forma de chal que cubre holgadamente la cabeza y los hombros, que forma parte del código de vestimenta de las mujeres en el sur de Asia.
Tradicionalmente, en la India, la dupatta forma parte de la lehenga o ghagra/chaniya choli de las mujeres. La lehenga es una vestimenta de tres piezas compuesto por una falda, llamada ghagra o chaniya; una blusa, llamada choli y una dupatta. La dupatta se lleva sobre un hombro y, tradicionalmente, las mujeres casadas también la llevaban sobre la cabeza en los templos o delante de los mayores. La dupatta ha sido durante mucho tiempo un símbolo de modestia en la vestimenta del subcontinente indio.
La dupatta también se lleva como parte del salwar kameez que visten las mujeres del sur de Asia, sobre todo en partes del norte de la India y la región del Decán. El traje punyabí (salwar), que se lleva en Punyab y Pakistán, es otro atuendo de tres piezas compuesto por pantalones, llamados pyjama; un top, llamado kurta o kameez y la dupatta.

## Etimología

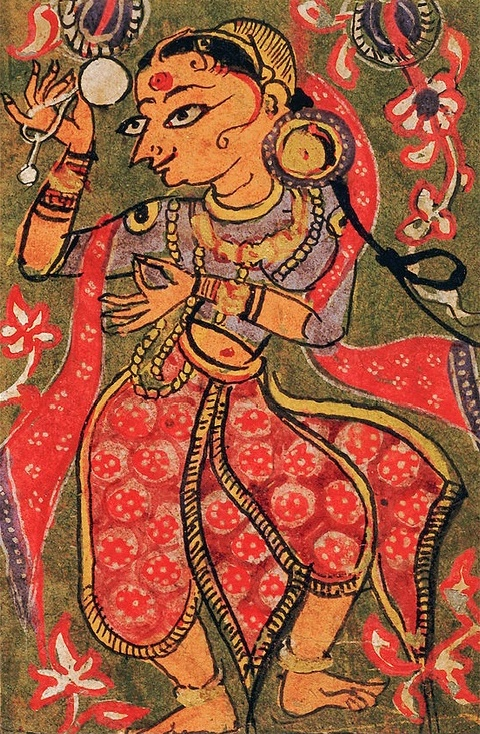
Mujer danzando con dupatta, detalle del manuscrito Kalpa Sutra, c. 1300.

La palabra hindi urdu dupattā (दुपट्टा, دوپٹہ), que significa "chal de tela doblada", procede del sánscrito, y es una combinación de du- (que significa "dos", del sánscrito dvau, "dos", y dvi-, forma combinada de dvau y paṭṭā (que significa "tira de tela", de paṭṭaḥ), es decir, estola.

## Historia

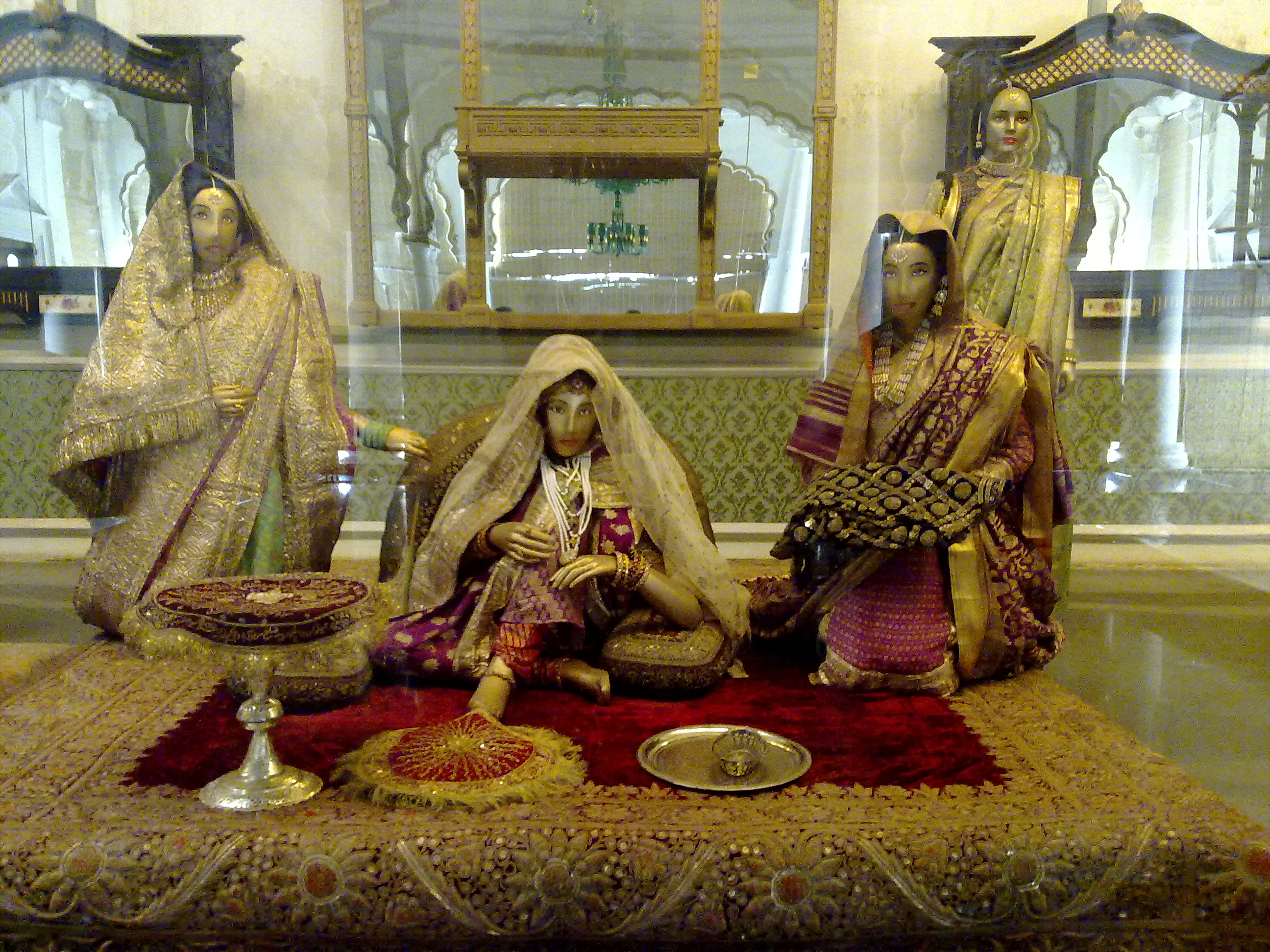
Atuendos de la corte real del Decán en exhibición en el Palacio Chowmahalla.

La primera evidencia de dupattas se remonta a la civilización del valle del Indo, que se ubicaba en el actual Pakistán y el noroeste de la India, donde el uso de textiles como el ajrak estaba generalizado. Una escultura de un rey-sacerdote de Harappa lleva el hombro izquierdo cubierto por una especie de pañuelo en forma de chal, lo que sugiere que el uso de la dupatta se remonta a esta primitiva cultura india.
La literatura sánscrita antigua cuenta con un amplio vocabulario de términos para designar los velos y pañuelos utilizados por las mujeres en la Antigüedad, como avagunthana (velo de capa), uttariya (velo de hombro), mukha-pata (velo de cara) y siro-vastra (velo de cabeza). Se cree que la dupatta evolucionó a partir de la antigua uttariya.

## Uso

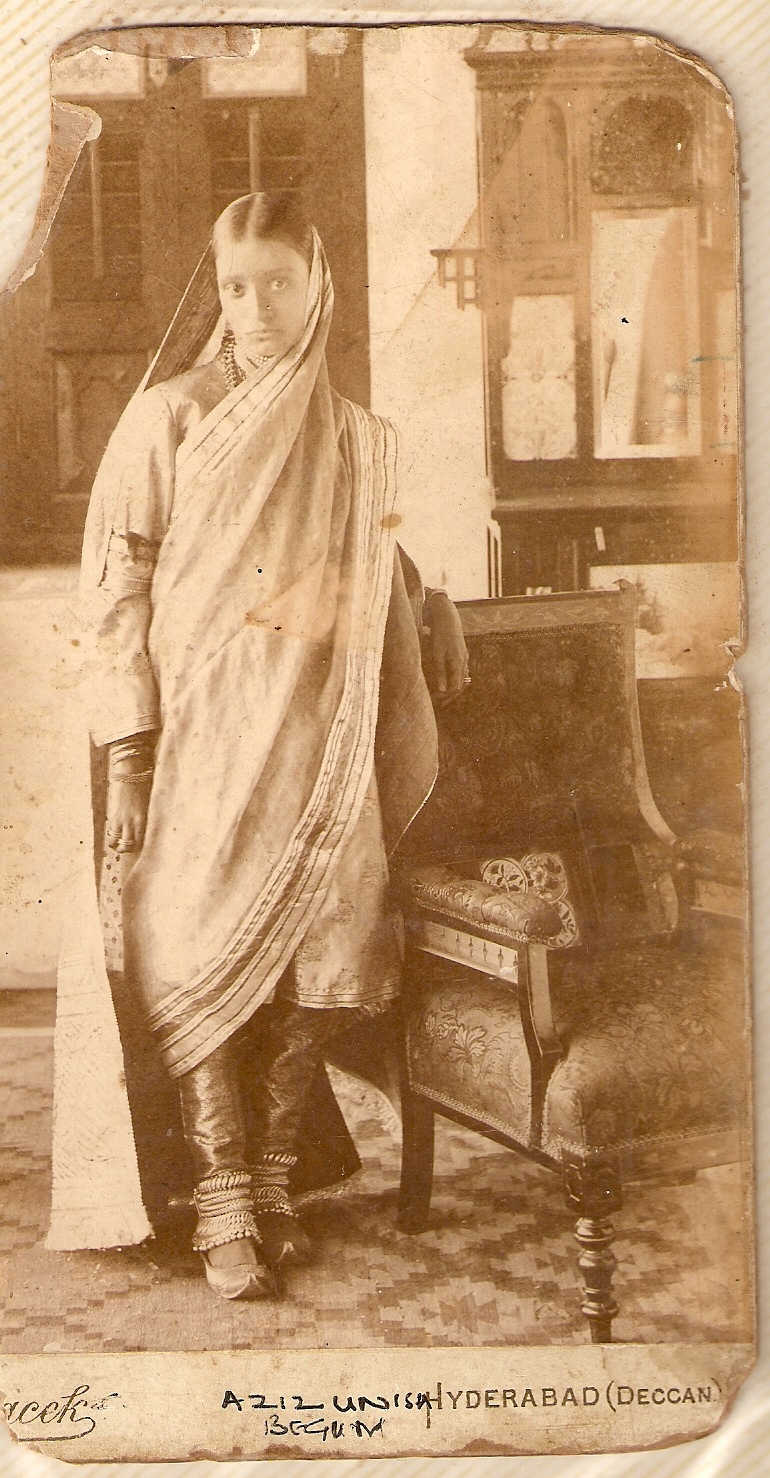
Dama de Hyderabad con una dupatta de estilo distintivo llamado khada dupatta,.

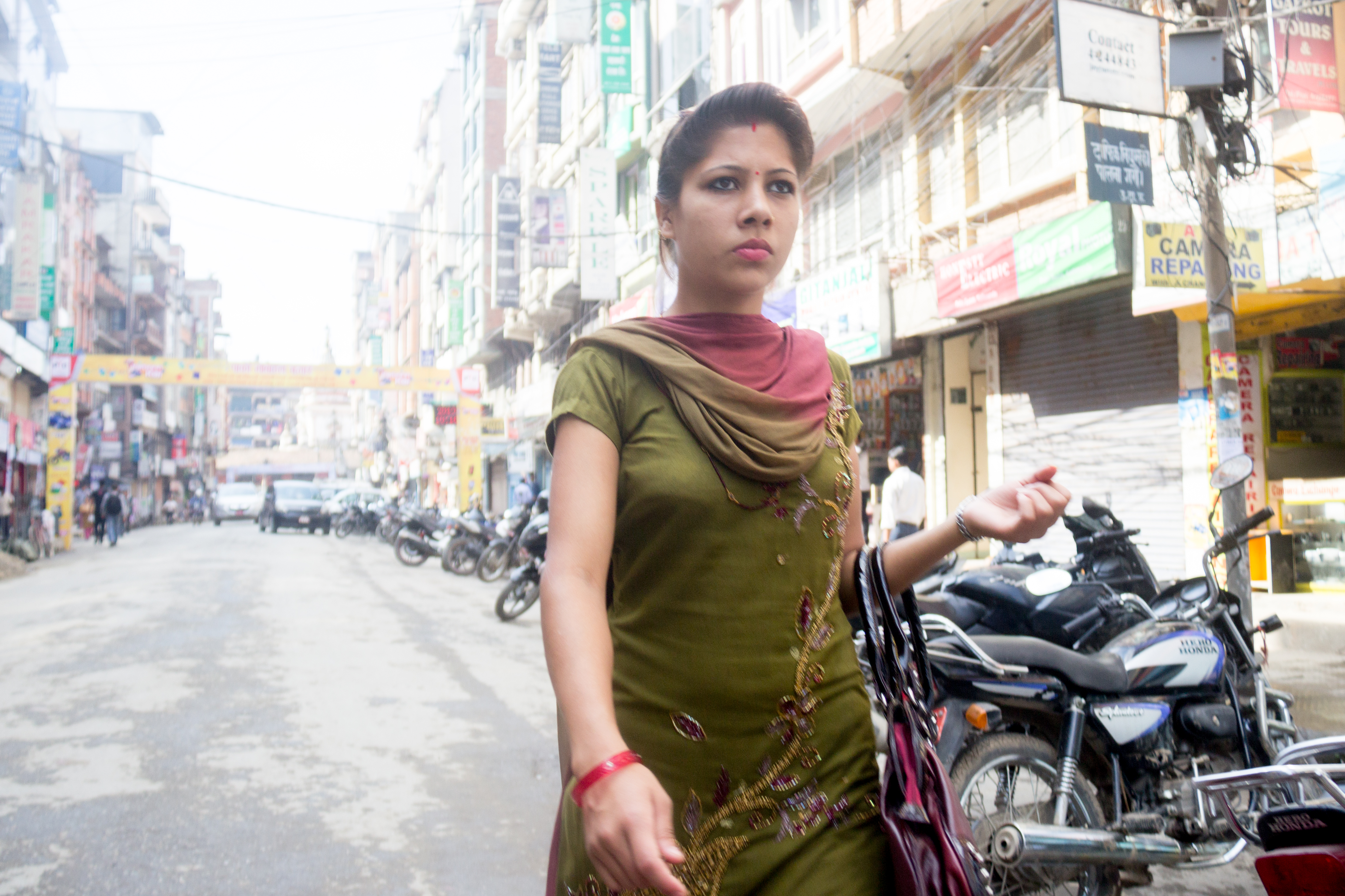
Nepalí llevando un estilo moderno de dupatta drapeada sobre el cuello.

La dupatta puede llevarse con muchos estilos regionales en todo el sur de Asia. No hay una única forma de llevarla, y a medida que el tiempo evoluciona y la moda se moderniza, el estilo de la dupatta también ha evolucionado. 
En la India, la dupatta se lleva tradicionalmente sobre el hombro izquierdo y metida por dentro de la falda en el lado opuesto. Sin embargo, la dupatta puede colgar libremente sobre el hombro o cruzar el cuello por detrás de ambos hombros. Una variante moderna consiste en dejar que el largo de la dupatta caiga elegantemente alrededor de la cintura y a través de los brazos, por delante. Cuando se lleva con el salwar kameez, es costumbre dejarlo correr por delante y por detrás.
Además de llevar la dupatta al salir a la calle, las mujeres del sur de Asia la usan como velo al entrar en un mandir, iglesia], gurdwara... En el contexto de la pandemia COVID-19, no se consideró adecuado su uso como mascarilla facial protectora.
La dupatta que cubre la cabeza y la cara se llama ghoonghat. Era costumbre que las recién casadas llevaran un ghoonghat para protegerse del mal de ojo. En Nepal, la dupatta o chal similar se denomina pachaura.
El material de la dupatta varía entre El material de la dupatta varía entre el algodón, georgette, seda, gasa u otro similar, normalmente ligero y largo, lo que permite que fluya y varíe convenientemente.